# 신승태
신승태(1986년 11월 5일 ~ )는 대한민국의 국악인, 가수이다.

## 학력
- 원주초등학교
- 원주중학교
- 설악고등학교
- 단국대학교 음악대학 국악과

## 방송
- 《트롯 전국체전》 (KBS2)
- 《도올아인 오방간다》 (KBS1)
- 《트롯 매직유랑단》 (KBS2)
- 《컴백홈》 (KBS2) - 3회 송가인 단장, 오유진 단원과 동반 출연
- 《불후의 명곡 - 전설을 노래하다》 (KBS2) - 마이클 잭슨 편
- 《현역가왕2》 (MBN)

## 영화
- 《임신한 나무와 도깨비》 (2022년) - 저승사자 2 역

## 음반
- 《그대라는 꽃》 (2023년)
- 《사랑불》 (2020년)
- 《대장금이 보고있다》 (2018년)
- 2020.12.20. 컴필레이션 앨범 《트롯 전국체전 Part 3》수록곡 <봉선화 연정> (장르: 트로트)
- 2021.01.31. 컴필레이션(옴니버스) 앨범 《트롯 전국체전 Part.8》수록곡 <비 내리는 고모령> 트깨비(진해성&신승태) (장르: 트로트)

씽씽
- 《SsingSsing》 (2017년)

## 홍보대사
- 속초시 홍보대사

## 수상
- 2005년 MBC 대학가요제 동상 (Coreasori)
- 2005년 터키 세계 민속춤 Festival 남자부문 개인상수상
- 2008년 대한민국 대학국악제 동상, 인기상 수상
- 2019년 제13회 과천 전국 경기소리경창대회 명창부 대상